# 華盛頓鎮區 (新澤西州伯靈頓縣)
華盛頓鎮區（英語：Washington Township）是位於美國新澤西州伯靈頓縣的一個鎮區。

## 地方資料
華盛頓鎮區的面積為271.46平方千米，當中陸地面積為263.30平方千米，而水域面積為8.16平方千米。根據2020年美國人口普查的數據，當地共有人口693人，而人口密度為每平方千米2.55人。